# Trecasali
Trecasali is een frazione en voormalig gemeente in de Italiaanse provincie Parma (regio Emilia-Romagna) en telt 3226 inwoners (31-12-2004). De oppervlakte bedraagt 29,1 km², de bevolkingsdichtheid is 105 inwoners per km². In 2014 fuseerde Trecasali met Sissa tot de gemeente Sissa Trecasali.
De volgende frazioni maakten deel uit van de gemeente: Campedello, Canonica Vecchia, Case Bocelli, Case Obbi, Favaletto, Fontanone, Ronco Campo Canneto, San Quirico, Viarolo.

## Demografie
Trecasali telt ongeveer 1266 huishoudens. Het aantal inwoners steeg in de periode 1991-2001 met 11,6% volgens cijfers uit de tienjaarlijkse volkstellingen van ISTAT.
| Jaar | Inwoneraantal |
| ---- | ------------- |
| 1991 | 2736          |
| 2001 | 3054          |

## Geografie
Trecasali grensde als gemeente aan de volgende gemeenten: Fontanellato, Parma, San Secondo Parmense, Sissa, Torrile.
Albareto · Bardi · Bedonia · Berceto · Bore · Borgo Val di Taro · Busseto · Calestano · Collecchio · Colorno · Compiano · Corniglio · Felino · Fidenza · Fontanellato · Fontevivo · Fornovo di Taro · Langhirano · Lesignano de' Bagni · Medesano · Mezzani · Monchio delle Corti · Montechiarugolo · Neviano degli Arduini · Noceto · Palanzano · Parma · Pellegrino Parmense · Polesine Parmense · Roccabianca · Sala Baganza · Salsomaggiore Terme · San Secondo Parmense · Sissa Trecasali · Solignano · Soragna · Sorbolo · Terenzo · Tizzano Val Parma · Tornolo · Torrile · Traversetolo · Valmozzola · Varano de' Melegari · Varsi · Zibello